# الجيش الثالث (الإمبراطورية الروسية)

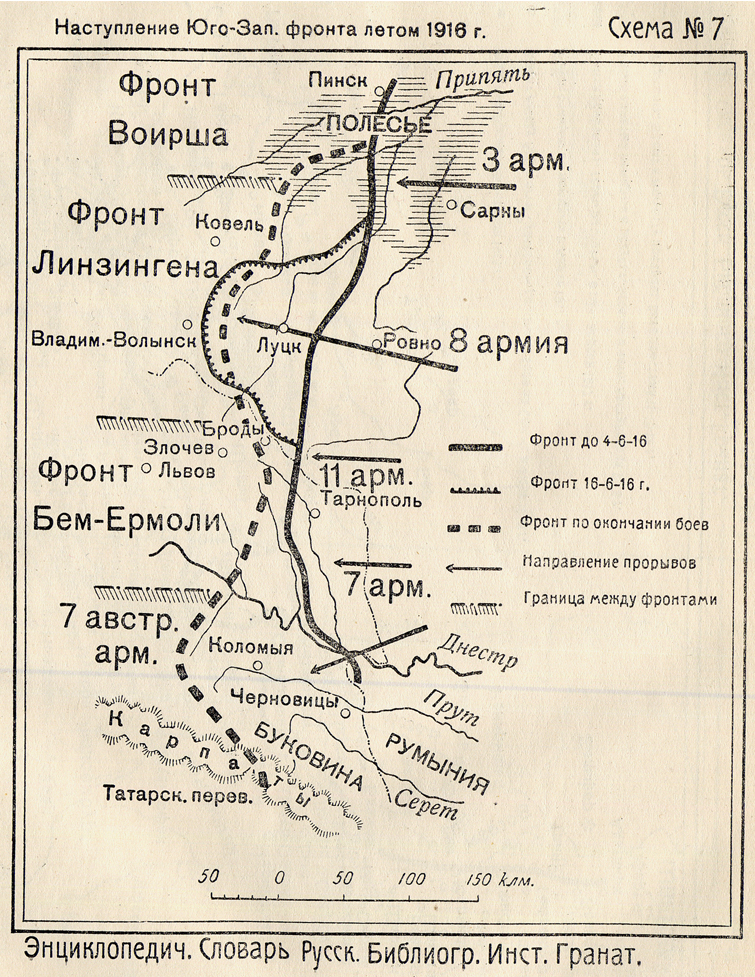

الجيش الروسي الثالث كان جيشا ميدانيا روسيا شارك في الحرب العالمية الأولى على المسرح الشرقي.
أنشئ مجال الإدارة في تموز / يوليو 1914 في المقر الرئيسي منطقة كييف العسكرية. تم حل الوحدة في بداية عام 1918. في بداية الحرب كان الجيش الثالث يتألف من الفيلق التاسع والعاشر والحادي عشر والحادي والعشرين.

## الجبهات العسكرية التي شارك فيها الجيش الثالث
- الجبهة الجنوبية الغربية (تموز / يوليو 1914 - يونيو 1915)
- الجبهة الشمالية الغربية (يونيو إلى أغسطس 1915)
- الجبهة الغربية (آب / أغسطس 1915 - يونيو 1916)
- الجبهة الجنوبية الغربية (يونيو إلى يوليو 1916)
- الجبهة الغربية (تموز/يوليو 1916 - بداية 1918)

## القادة
- 19.07.1914-03.09.1914 : جنرال المشاة نيكولاي روزسكي
- 03.09.1914-20.05.1915 : جنرال المشاة رادكو ديميتريف
- 03.06.1915-03.08.1917 ز جنرال المشاة ليونيد ليش
- 03.08.1917-11.08.1917 : اللفتنانت الجنرال ميخائيل كفيتسينسكي
- 11.08.1917-09.09.1917 : اللفتنانت الجنرال تسيخوفتش
- 12.09.1917-09.10.1917 : اللفتنانت الجنرال ايليا اوديشيليدز
- 09.09.1917-08.11.1917 : اللفتنانت الجنرال ديمتري بارسكي
- 08.11.1917 : سيرغي انوشين